# ياؤ (تشاد)
ياؤ هي مدينة في تشاد وعاصمة محافظة فتيري .
ياؤ هو أيضا اسم سلطنة ما قبل الاستعمار في نفس المنطقة. لشعب بيلالا.